# بنده (فیروزه)
بنده (فیروزه)، روستایی از توابع بخش طاغنکوه شهرستان نیشابور در استان خراسان رضوی ایران است.

## جمعیت
این روستا در دهستان طاغنکوه شمالی قرار دارد و براساس سرشماری مرکز آمار ایران در سال ۱۳۸۵، جمعیت آن ۶۱ نفر (۱۶خانوار) بوده‌است.